# Pierre Trudeau
Joseph Philippe Pierre Yves Elliott Trudeau (n. 18 octombrie 1919, Montréal, provincia Québec, Canada – d. 28 septembrie 2000, Montréal, provincia Québec, Canada) a fost un politician canadian care a ocupat funcția de prim-ministru al Canadei în două legislaturi, mai întâi din 1968 până în 1979 și apoi între 1980 și 1984.
Trudeau este considerat o figură carismatică care de la sfârșitul anilor 1960 până la mijlocul anilor 1980 a dominat scena politică canadiană. Trudeau a condus țara timp de cincisprezece ani, mai mult decât orice alt prim-ministru, cu excepția lui William Lyon Mackenzie King.
Guvernul său a fost marcat de progrese sociale și instituționale, cu o politică economică axată pe stânga. În 1970, s-a confruntat cu o criză internă privind situația din provincia Quebec și a păstrat unitatea națională, contribuind la formarea, în cadrul unei societăți multiculturale, a unui sentiment pancanadian mai puternic. A instituit mai multe reforme, cum ar fi punerea în aplicare a bilingvismului oficial în Canada (cu engleza și franceza devenind împreună limbile oficiale ale țării). A semnat, de asemenea, patrimoniul constituției naționale și a stabilit Carta Canadiană a Drepturilor și Libertăților. A fost criticat pentru că a fost considerat arogant și pentru că nu s-a ocupat atât de bine de problemele economice, pe lângă centralizarea mecanismului decizional politic canadian, în detrimentul suveranității Quebecului și a regiunii preriilor.
Popularitatea sa în timpul administrației sale a fost corectă, publicul având o opinie mixtă și polarizată despre realizările sale în funcție. Cu toate acestea, academicienii îl listează drept unul dintre cei mai buni prim-miniștri din istoria țării, fiind numit de mai multe ori „Părintele Canadei moderne”.